# سیارک ۸۳۴۳
سیارک ۸۳۴۳ (به انگلیسی: 8343 Tugendhat، نامگذاری:1986TG3) هشت هزار و سیصد و چهل و سومین سیارک کشف شده‌است که در ۴ اکتبر ۱۹۸۶ کشف شد.
قدر مطلق سیارک برابر ۱۳٫۲۰ است.